# ペットシッター
ペットシッターは、飼い主に代わって留守中のお宅でペットの世話をしたり、犬の散歩代行を行ったりする人をいう。

## 概要
飼い主が仕事や旅行などで家を留守にする時や病気やケガなどでベットの世話が出来ない時などに世話を代行する人のこと。
ペットシッターの国家資格は存在しないが民間の資格などは有り、開業する際には動物愛護管理法で第1種動物取扱業の届け（種別は「保管」）を出し、都道府県知事または政令市の長の登録を受ける事が義務付けられている。
ペットのことを深く学んでいるため、特に長期間世話を頼んだ場合にペットの体調の変化に気付きやすく、かかりつけの動物病院に連れていくこともある。
一般的にペットホテルに比べて業者側が用意すべき設備が省略される傾向にあるため、ペットホテルに比べると企業が運営していると言うよりかは個人が運営している事業者のほうが多いように見受けられる。

## ペットシッターサービスの有用性
猫などのように、ストレスに弱い動物は、環境が変わるとトイレを我慢したり、ごはんを食べなかったりして体調が悪化してしまうことがある。
そんなとき、ペットシッターサービスを活用することは、飼い主不在とはいえ、普段の家でいつも通りに世話をしてもらえることで、ストレス軽減につながるのでペットにとって有益である。
業者によっては、介護やリハビリ、通院代行のサービスも行っている。

## ペットシッターの資格を取るための方法
第一種動物取扱業の種別「保管」の動物取扱責任者となるためには3つの要件のうち、いずれかを満たす必要があった。
- イ．営もうとする動物取扱業の種別ごとに半年以上の実務経験があること[1]。
- ロ．営もうとする動物取扱業の種別に係わる知識及び技術について1年以上教育する学校その他の教育機関を卒業していること[2]。
- ハ．公平性及び専門性をもった団体が行う客観的な試験によって、営もうとする動物取扱業の種別に係わる知識及び技術を習得していることの証明を得ていること[3]。

2021年6月、要件が変更となり、上記要件のうち「イ」が必須となったために、種別「保管」の動物取扱責任者となるためには原則として実務経験が必要になった。
例外として、「イ」が未達であっても、獣医師免許もしくは新設の国家資格である愛玩動物看護師免許を取得した者であれば実務経験を経ずに種別「保管」の動物取扱責任者として第一種動物取扱業を取得することができる。

## 第1種動物取扱業の登録を受けるには
上記資格を証明する書類やその他必要な書類を提出して、東京都の場合には東京都動物愛護相談センターに登録の手続きを行う。
なお、上記資格を有する動物取扱責任者を選定し、その者が動物取扱責任者研修を修了しなければならないとされている。
自治体ごとに書類等の手続き面が異なるので、詳細は各自治体に問合せするのがスムーズである。

## サービス
飼い主との間で、事前にヒアリングをし、ペットに必要な世話内容について合意を行う。
基本的な世話は、食事、水の交換、トイレ掃除、散歩（もしくは遊び）のセットであるが、植木の世話や郵便受けの整理など無料で実施する業者も多い。
犬の散歩代行のみを行う業者もいる。

## ペットシッターを提供する事業者
ペットの飼い主とペットシッターをつなげる代表的なサービスとしては、Cosewa（本社：東京都渋谷区）がある。